# ماري بيث هيوز
ماري بيث هيوز (بالإنجليزية: Mary Beth Hughes)‏ هي ممثلة أمريكية، ولدت في 13 نوفمبر 1919 في الولايات المتحدة، وتوفيت في 27 أغسطس 1995 بلوس أنجلوس في الولايات المتحدة.

## أعمال

### أفلام
- (1943) حادث قوس الثور

## وصلات خارجية
- ماري بيث هيوز على موقع IMDb (الإنجليزية)
- ماري بيث هيوز على موقع أول موفي (الإنجليزية)
- ماري بيث هيوز على موقع قاعدة بيانات الأفلام السويدية (السويدية)
- ماري بيث هيوز على موقع إن إن دي بي (الإنجليزية)
- ماري بيث هيوز على موقع قاعدة بيانات الفيلم (الإنجليزية)